# Donna Haliday
Donna Ngareta Haliday (* 4. Februar 1981, geborene Donna Cranston) ist eine neuseeländische Badmintonspielerin. 

## Karriere
Donna Cranston siegte 2006 bei den Victoria International im Damendoppel mit Renee Flavell. 2008 gewann sie bei der Ozeanienmeisterschaft Gold und Silber, 2010 Bronze und Silber. 2009 war sie bei den Cyprus International erfolgreich.

## Sportliche Erfolge
| Saison | Veranstaltung                  | Disziplin   | Platz | Name                               |
| ------ | ------------------------------ | ----------- | ----- | ---------------------------------- |
| 2004   | Auckland International         | Damendoppel | 3     | Donna Cranston / Kimberley Windsor |
| 2006   | Victoria International         | Damendoppel | 1     | Donna Cranston / Renee Flavell     |
| 2006   | Victoria International         | Mixed       | 3     | Craig Cooper / Donna Cranston      |
| 2006   | Ozeanienmeisterschaft          | Damendoppel | 3     | Renee Flavell / Donna Cranston     |
| 2007   | Victorian International        | Damendoppel | 2     | Renee Flavell / Donna Cranston     |
| 2008   | Ozeanienmeisterschaft          | Damendoppel | 2     | Renee Flavell / Donna Cranston     |
| 2008   | Ozeanienmeisterschaft          | Mixed       | 1     | Henry Tam / Donna Cranston         |
| 2008   | North Shore City International | Mixed       | 1     | Henry Tam / Donna Haliday          |
| 2009   | Cyprus International           | Mixed       | 1     | Henry Tam / Donna Haliday          |
| 2010   | Ozeanienmeisterschaft          | Damendoppel | 3     | Danielle Barry / Donna Haliday     |
| 2010   | Ozeanienmeisterschaft          | Mixed       | 2     | Henry Tam / Donna Haliday          |